# Kanton Seyne
Der Kanton Seyne ist ein französischer Wahlkreis im Département Alpes-de-Haute-Provence in der Region Provence-Alpes-Côte d’Azur. Er umfasst 34 Gemeinden aus den Arrondissements Digne-les-Bains und Forcalquier, sein bureau centralisateur ist in Seyne.

## Gemeinden
Der Kanton besteht aus 34 Gemeinden mit insgesamt 8442 Einwohnern (Stand: 1. Januar 2022) auf einer Gesamtfläche von 1.078,10 km²:
| Gemeinde               | Einwohner 1. Januar 2022 | Fläche km² | Dichte Einw./km² | Code INSEE | Postleitzahl | Arrondissement  |
| ---------------------- | ------------------------ | ---------- | ---------------- | ---------- | ------------ | --------------- |
| Archail                | 14                       | 12,99      | 1                | 04009      | 04420        | Digne-les-Bains |
| Auzet                  | 102                      | 34,53      | 3                | 04017      | 04140        | Digne-les-Bains |
| Barles                 | 124                      | 59,05      | 2                | 04020      | 04140        | Digne-les-Bains |
| Bayons                 | 202                      | 125,75     | 2                | 04023      | 04250        | Forcalquier     |
| Beaujeu                | 122                      | 45,68      | 3                | 04024      | 04420        | Digne-les-Bains |
| Bellaffaire            | 158                      | 13,12      | 12               | 04026      | 04250        | Forcalquier     |
| Châteaufort            | 25                       | 13,73      | 2                | 04050      | 04250        | Forcalquier     |
| Clamensane             | 180                      | 23,73      | 8                | 04057      | 04250        | Forcalquier     |
| Claret                 | 296                      | 21,04      | 14               | 04058      | 05110        | Forcalquier     |
| Curbans                | 577                      | 28,88      | 20               | 04066      | 05110        | Forcalquier     |
| Draix                  | 113                      | 23,04      | 5                | 04072      | 04420        | Digne-les-Bains |
| Faucon-du-Caire        | 62                       | 19,93      | 3                | 04085      | 04250        | Forcalquier     |
| Gigors                 | 59                       | 13,69      | 4                | 04093      | 04250        | Forcalquier     |
| La Javie               | 374                      | 37,27      | 10               | 04097      | 04420        | Digne-les-Bains |
| La Motte-du-Caire      | 544                      | 27,27      | 20               | 04134      | 04250        | Forcalquier     |
| Le Brusquet            | 967                      | 22,25      | 43               | 04036      | 04420        | Digne-les-Bains |
| Le Caire               | 77                       | 17,63      | 4                | 04037      | 04250        | Forcalquier     |
| Le Vernet              | 124                      | 23,05      | 5                | 04237      | 04140        | Digne-les-Bains |
| Melve                  | 127                      | 14,11      | 9                | 04118      | 04250        | Forcalquier     |
| Montclar               | 397                      | 23,38      | 17               | 04126      | 04140        | Digne-les-Bains |
| Nibles                 | 54                       | 12,31      | 4                | 04137      | 04250        | Forcalquier     |
| Piégut                 | 208                      | 11,12      | 19               | 04150      | 05130        | Forcalquier     |
| Prads-Haute-Bléone     | 174                      | 165,64     | 1                | 04155      | 04420        | Digne-les-Bains |
| Saint-Martin-lès-Seyne | 9                        | 12,27      | 1                | 04191      | 04140        | Digne-les-Bains |
| Selonnet               | 451                      | 29,55      | 15               | 04203      | 04460        | Digne-les-Bains |
| Seyne                  | 1.365                    | 84,27      | 16               | 04205      | 04140        | Digne-les-Bains |
| Sigoyer                | 101                      | 15,30      | 7                | 04207      | 04200        | Forcalquier     |
| Thèze                  | 256                      | 11,17      | 23               | 04216      | 04200        | Forcalquier     |
| Turriers               | 345                      | 19,86      | 17               | 04222      | 04250        | Forcalquier     |
| Valavoire              | 39                       | 16,81      | 2                | 04228      | 04250        | Forcalquier     |
| Valernes               | 242                      | 28,49      | 8                | 04231      | 04200        | Forcalquier     |
| Vaumeilh               | 268                      | 25,52      | 11               | 04233      | 04200        | Forcalquier     |
| Venterol               | 226                      | 22,75      | 10               | 04234      | 05130        | Forcalquier     |
| Verdaches              | 60                       | 22,92      | 3                | 04235      | 04140        | Digne-les-Bains |
| Kanton Seyne           | 8.442                    | 1.078,10   | 8                | 0413       | –            | –               |

Bis zur Neuordnung gehörten zum Kanton Seyne die acht Gemeinden Auzet, Barles, Le Vernet, Montclar, Saint-Martin-lès-Seyne, Selonnet, Seyne und Verdaches. Sein Zuschnitt entsprach einer Fläche von 289,02 km2. Er besaß vor 2015 einen anderen INSEE-Code als heute, nämlich 0426. Im Zuge der Neuordnung nahm er die Gemeinden der aufgelösten Kantone La Motte-du-Caire und Turriers auf.

## Politik
| Vertreter im Départementsrat | Vertreter im Départementsrat | Vertreter im Départementsrat |
| Amtszeit                     | Namen                        | Partei                       |
| ---------------------------- | ---------------------------- | ---------------------------- |
| 1970–2008                    | Henri Savornin               | UDF, später UMP              |
| 2008–2015                    | Michel Rey                   | PS                           |
| 2015–                        | Evelyne Faure Jean-Yves Roux | PS                           |